# Клавдий Туринский
Клавдий Туринский (умер в 839) — епископ-реформатор IX века, возглавлявший Туринскую епархию.
Был учителем; в 820 году его послали в Турин для борьбы с суевериями, но он выступил и против учения Западной Церкви о добрых делах, о заступничестве святых, о спасительности монашеской жизни, а также против авторитета папы римского, в результате чего на него посыпались нападки со стороны церкви. Клавдий оставил много сочинений по библейской экзегезе и свою апологию («Apologeticum atque rescriptum adversus Theutinirum abbatem», 828 год).